# Tadeusz Haska
Tadeusz Haska (ur. 1919 w Mikołajkach, zm. 2012) – polski językoznawca, wykładowca Defense Language Institute w Monterey.
W czasie II wojny światowej uczestniczył w ruchu oporu. W 1947 roku kandydował w wyborach do Sejmu Ustawodawczego. Wkrótce potem został aresztowany, udało mu się jednak zbiec do Szwecji. Wrócił po swoją żonę, przepływając łodzią przez Morze Bałtyckie. W 1949 roku razem wyjechali do Stanów Zjednoczonych, gdzie Tadeusz Hłaska uzyskał tytuł profesora lingwistyki na Uniwersytecie Kalifornijskim w Berkeley. Jako wykładowca pracował w Defense Language Institute (DLI) w Monterey – szkole językowej dla personelu wojskowego i cywilnego amerykańskiej administracji, działającej pod auspicjami Departamentu Obrony Stanów Zjednoczonych. Był kierownikiem polskiego wydziału DLI.